# رازوپنم
رازوپنم (انگلیسی: Razupenem) یک آنتی بیوتیک تزریقی با طیف وسیع از زیرگروه آنتی بیوتیک‌های بتالاکتام کارباپنم است.